# Städtestatistik Stuttgart
Städtestatistik Stuttgart bezeichnet die Kommunalstatistik der Landeshauptstadt Stuttgart. Die auf Stuttgart und seine Teilräume sowie auf überregionale Gebietseinheiten bezogenen Daten und Informationen werden gesammelt oder erhoben, aufbereitet, analysiert und präsentiert durch das Statistische Amt.

## Auftrag
Städte und Gemeinden benötigen Informationen über die lokalen Lebensverhältnisse und ihre mögliche Entwicklung, um ihrer Verpflichtung zur kommunalen Selbstverwaltung und Planungshoheit nach Art. 28 Abs. 2 Grundgesetz nachzukommen. Die Kommunalstatistik stellt dazu der lokalen Politik und Verwaltung, Wirtschaft und Öffentlichkeit umfassende und laufend aktualisierte Informationen über die demografischen, sozialen, wirtschaftlichen und ökologischen Zusammenhänge in der Stadt und ihren Teilgebieten, im Umland und im Vergleich zu anderen Städten zur Verfügung. Dabei wird auf alle zugänglichen Erkenntnisquellen der amtlichen Statistik (Eurostat, Statistisches Bundesamt, Statistisches Landesamt Baden-Württemberg) und anderer staatlicher Institutionen (Bundesagentur für Arbeit, Kraftfahrt-Bundesamt und andere mehr), auf Verwaltungsregister (z. B. Melderegister) oder eigene Erhebungen zurückgegriffen, die Daten werden zu sachgerechten Informationen verdichtet und in Analysen problemorientiert bewertet. Diese gilt es den Entscheidungs- und Bedarfsträgern, aber auch den Medien und der Öffentlichkeit adäquat zu vermitteln.

## Geschichte
1896 veranlassten Gemeinderat und Bürgerausschuss der Stadt Stuttgart die Einrichtung eines eigenständigen Statistischen Amts. Begründet wurde dies durch die „Bedeutung einer geordneten lokalen Statistik …, die immer schwieriger zu bewältigenden Anforderungen …, für reichs- und landesstatistische Zwecke …, die möglichst rationelle Lösung der zunehmend zahlreicher und schwieriger werdenden spezifisch großstädtischen Gemeindeaufgabe“ (Berichtung über die Verwaltung … in den Jahren 1896 bis 1898, S. 201). Noch im Gründungsmonat wurde damit begonnen, das aus der gesamtstädtischen Verwaltung sich ergebende statistische Material laufend in den „Statistischen Monatsberichten der Stadt Stuttgart“ zu veröffentlichen. Zu den Aufgaben des Amtes gehörte in den ersten Jahren auch die Bearbeitung der städtischen Verwaltungsberichte und ab 1896 die alljährlich erscheinende „Stuttgarter Ortschronik“ (zuletzt 1911).
Mit Einführung einer statistischen Bezirkseinteilung im stark wachsenden Stuttgart Anfang des 20. Jahrhunderts wuchs das allgemeine Interesse an der Arbeit des Statistischen Amtes.
Ein neues Kapitel der Amtsgeschichte begann 1924 mit der Angliederung des bis dahin selbstständigen Wahlamtes. In den nun folgenden zwei Jahrzehnten der wirtschaftlichen Not und des politischen Umsturzes wurden dem Amt zahlreiche Verwaltungsaufgaben zugeordnet: Adressbuchgeschäftsstelle (1924), Straßennamensgebung (1933 bis in die 1980er-Jahre), Quartieramt (1934), Erlaubniserteilung für Milchhandelsgeschäfte (1926), Ausgabe der Nachweise für Fettbezug (1936), Ernährungsamt (1940), Wirtschaftsamt (1940) und Lohnsteuerkartenstelle (1943), aus der sich die Hauptmeldestelle entwickelte, die bis zur Neuordnung des Einwohnerwesens Ende der 1980er-Jahre personalstärkste Dienststelle des Statistischen Amtes nach dem Krieg war. In den 1930er- und 1940er-Jahren wuchs das Amt auf über 800 Angestellte und Beamte an.
Nach dem Krieg musste das Statistische Amt am alten Standort Büchsenstraße 19 völlig neu aufgebaut werden. Neben der Kommunalstatistik gehörten die Pflege des Einwohnerregisters, das Ausstellen und Ändern der Lohnsteuerkarten sowie die Durchführung von Wahlen zu den wichtigsten Aufgaben. In den Publikationsreihen „Statistische Blätter“ und „Statistischer Informationsdienst“ stellte das Amt seine Arbeitsergebnisse vor. 
Anfang der 1960er-Jahre brachte der Einsatz der elektronischen Datenverarbeitung in der Stadtverwaltung nicht nur Erleichterungen und Beschleunigung bei den Verwaltungs- und Massenarbeiten des Statistischen Amts, sondern eröffnete zugleich neue Möglichkeiten der Gewinnung und Verknüpfung von statistischen Daten und deren grafische und kartografische Aufbereitung. Aus der nun möglichen statistischen Beobachtung von Straßen und Quartieren von Stadtvierteln, Stadtteilen und Stadtbezirken, von Umlandgemeinden, Stadtregionen und Verdichtungsregionen entwickelte sich Anfang der 1970er-Jahre eine neue Qualität der Bereitstellung informationeller Infrastruktur.
Im Jahre 1980 erfolgte der Umzug in das neuerrichtete Behördenzentrum in der Eberhardstraße 39 (Schwabenzentrum), das bis heute der Sitz der Verwaltung ist.
In den 1980er-Jahren haben, ausgelöst durch das Volkszählungsurteil von 1983, gesetzliche Regelungen (Landesstatistik-, Landesdatenschutzgesetz) die Aufgaben der Kommunalstatistik definiert, aber auch ihre Stellung in der Verwaltung gestärkt. Das Landesstatistikgesetz definiert die Kommunalstatistik als Teil der amtlichen Statistik und regelt die Datengewinnung und -haltung mit stringenten, datenschutzrechtlichen Vorgaben.
Seit den 1990er-Jahren wurden durch das Statistische Amt, begünstigt durch die rasante Entwicklung der Datenverarbeitung, neue Datenquellen erschlossen (Kraftfahrzeugbestand, Verkehrsunfallstatistik, Flächennutzung, Unternehmensregister) oder durch neue Verfahren der Datengewinnung der Erkenntnisgewinn bestehender Datenquellen erheblich gesteigert (Bildung von Haushaltszusammenhängen, Ableitung des Migrationshintergrundes aus den Daten des Melderegisters). Eine wichtige Datenquelle für die laufende Wohnungsmarktbeobachtung wird die derzeit im Aufbau befindliche Gebäude- und Wohnungsdatei darstellen. Eine zunehmend wichtige Rolle nehmen auch Prognoseverfahren (Einwohner-, Haushalte-, Erwerbspersonen-, Wahlberechtigtenprognosen, Wohnungsbedarfsprognose) ein, die Politik und Verwaltung wichtige Hinweise auf künftige Entwicklungen geben.
Stark an Bedeutung zugenommen hat die Erhebung von subjektiven Daten, welche die Meinungen und Stimmungen der Bevölkerung zum Leben in der Stadt (Probleme, Lebensqualität, Einschätzung von Projekten und vieles mehr) widerspiegeln. Seit 1995 wird im Zweijahresrhythmus eine repräsentative Bürgerumfrage durchgeführt. Bei Bedarf wird diese durch spezielle Umfragen (z. B. Wegzugs-, Wohnungsmarkt-, Lebensstil-, Wahltagsbefragung) ergänzt. Kunden- und Mitarbeiterbefragungen in städtischen Dienststellen sind als Steuerungs- und Evaluationsmethoden hinzugekommen. Weiterhin von großer Bedeutung ist auch der seit den 1970er-Jahren erstellte qualifizierte Mietspiegel für Stuttgart.
Die kleinräumige Aufbereitung statistischer Daten wurde mit der Anwendung moderner GIS-gestützter Analysemethoden in den letzten Jahren erheblich verbessert. Neben der weiterhin bedeutsamen Aufbereitung der Daten in dem hierarchischen System der kleinräumigen Gliederung, welches das Stadtgebiet flächendeckend in Stadtbezirke, Stadtteile, Stadtviertel, Baublöcke und Baublockseiten oder andere fachbezogene Gliederungssysteme (Wahlkreise, Wahlbezirke, Schulbezirke, Kirchenbezirke und vieles mehr) aufteilt, sind heute zunehmend flexibel generierbare Raumeinheiten (z. B. Einzugsgebiete) auf der Adressbasis nachgefragt. In Zukunft werden auch kleinteilige Rasterflächen als räumliche Datenbezugseinheit an Bedeutung gewinnen.
Systematisch und zukunftsorientiert bietet das Statistische Amt seine Datenbestände und Publikationen nachfrageorientiert in Datenbanken und in einem Statistischen Informationssystem mit einem Intra- und Internetzugang an. Hohe Zugriffszahlen dokumentieren den Nutzen und das breit gestreute Interesse von Politik, Verwaltung, Wirtschaft, Bürgerschaft und Medien an statistischen Daten, Informationen und Analysen.